# 599 Luisa
599 Luisa
599 Luisa là một tiểu hành tinh ở vành đai chính. Nó được Joel Hastings Metcalf phát hiện ngày 25.4.1906 ở Taunton, Massachusetts. Không biết rõ nguồn gốc tên của nó